# پنیر پارمیجانو

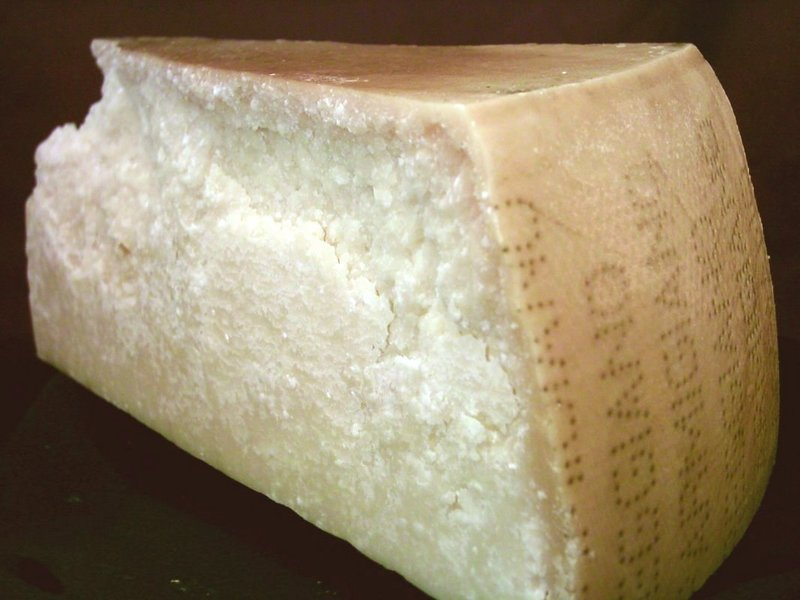
پنیر پارمیجانو (پارمزان)

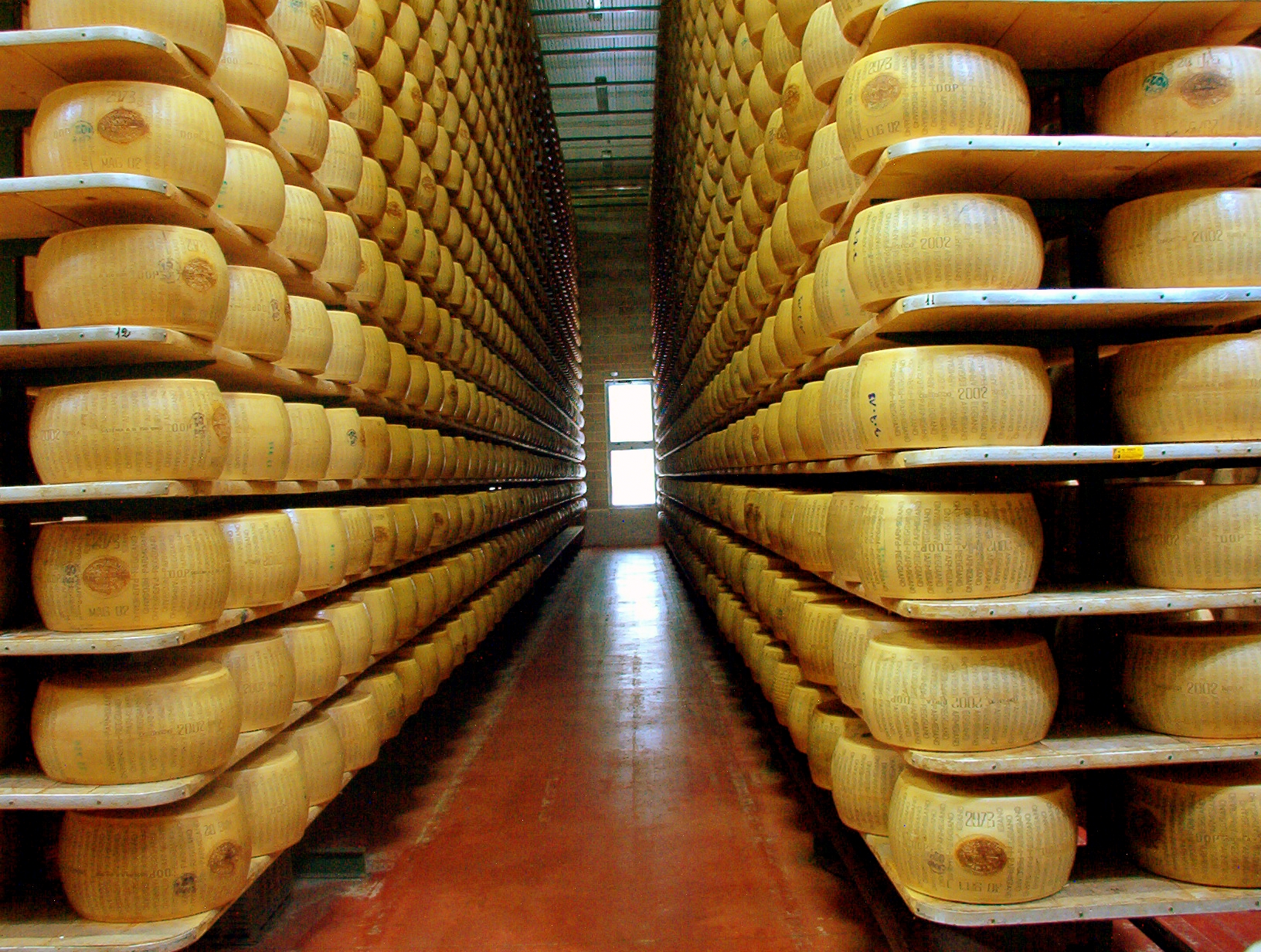
یک کارخانه پنیر پارمیجانو

پنیر پارمیجانو (که پارمیژان یا پارمیزان یا پارمزان نیز گفته می‌شود) پنیری ایتالیایی است که از ۲۲ تا ۲۴ کیلو شیر گاو تهیه می‌شود و ساختن آن ۸ ماه زمان می‌برد. پنیر پارمیجانوی نرسیده به‌عنوان پیش‌غذا (اُردُور) و مزه مصرف می‌شود و پنیر پارمیجانوی رسیده را به‌صورت رنده‌کرده یا پودرشده در برنج و سوپ و انواع پاستا یا ماکارونی استفاده می‌کنند.
«پارمیجانو» در زبان ایتالیایی، صفت برای شهر «پارما» است که در زبان فرانسوی «پارمِزان» گفته می‌شود.

## طرز تهیه
پارمژان رِجیانو از شیر گاو غیرپاستوریزه تهیه می‌شود. شیر کامل دوشیده شده در صبح با شیر کم‌چربی طبیعی شیر شب قبل مخلوط می‌شود که نتیجه آن یک مخلوط نیمه‌چرب است. این مخلوط به داخل دیگ‌های مسی هدایت می‌شود که حرارت را به‌طور یکنواخت منتقل کرده و یون‌های مس را به مایع اضافه می‌کنند. در مرحله بعد، مایه‌ورز (مخلوطی از باکتری‌های لاکتیک اسید حرارتی) به آن اضافه می‌شود و دما به ۳۳–۳۵ درجه سانتی‌گراد (۹۱–۹۵ درجه فارنهایت) می‌رسد. سپس، مایه شیرین‌کننده بچه گاو به مخلوط اضافه می‌شود و اجازه می‌دهند که شیر به مدت ۱۰ تا ۱۲ دقیقه بماند تا لخته شود.
لخته به‌طور مکانیکی به قطعات کوچک (حدود اندازه دانه‌های برنج) تقسیم می‌شود و سپس دما به ۵۵ درجه سانتی‌گراد (۱۳۱ درجه فارنهایت) افزایش می‌یابد. پس از آن، لخته‌ها به مدت ۴۵ تا ۶۰ دقیقه به‌حال خود رها می‌شوند تا سفت شوند. پس از سفت شدن، لخته‌ها در پارچه‌ای از جنس موسلین جمع‌آوری شده و سپس به دو بخش تقسیم و در قالب‌های مخصوص قرار می‌گیرند. هر دیگ حدود ۱٬۱۰۰ لیتر شیر دارد که از آن دو پنیر به‌دست می‌آید و وزن لخته‌ها در این مرحله حدود ۴۵ کیلوگرم است.
پنیرها به یک قالب استیل ضدزنگ گرد انتقال داده می‌شوند که با یک بند به‌طور محکم بسته می‌شود تا پنیر شکل چرخ خود را حفظ کند. پس از یکی دو روز، بند آزاد می‌شود و یک نوار پلاستیکی که نام پارمژان رِجیانو، شماره کارخانه و ماه و سال تولید روی آن حک شده است، دور پنیر قرار می‌گیرد. پس از اینکه حکاکی‌ها به پوست پنیر منتقل شد، پنیرها به یک وان نمک غوطه‌ور می‌شوند تا در طی ۲۰ تا ۲۵ روز نمک جذب کنند. پس از این مرحله، پنیرها برای ۱۲ ماه در اتاق‌های پیرایش پنیر در کارخانه نگهداری می‌شوند.
در طی ۱۲ ماه، هر چرخ پنیر توسط کارشناسان Consorzio del Formaggio Parmigiano Reggiano بررسی می‌شود. یک کارشناس با استفاده از چکش هر چرخ پنیر را ضربه می‌زند تا ترک‌ها و نقص‌های درون پنیر شناسایی شود. چرخ‌هایی که این تست را قبول می‌کنند، با برند داغ لوگوی Consorzio بر روی پوست پنیر حک می‌شود. چرخ‌هایی که تست را رد می‌کنند، اغلب با خطوط یا صلیب‌هایی علامت‌گذاری می‌شدند تا مصرف‌کنندگان متوجه شوند که این پنیر از کیفیت بالای پارمژان رِجیانو برخوردار نیست. در روش‌های جدیدتر، فقط پوست این پنیرها بدون هیچ علامتی می‌شود.
تولید پارمژان رِجیانو به‌طور سنتی از شیر گاوهایی که تنها از علف یا کاه تغذیه می‌کنند، انجام می‌شود. تنها افزودنی مجاز در تولید این پنیر، نمک است که طی ۲۰ روز غوطه‌وری در تانک‌های شور با نمک دریای مدیترانه جذب می‌شود. این پنیر حداقل یک سال و به‌طور متوسط دو سال می‌سازد و کارشناسان Consorzio برای ارزیابی تکمیل فرایند پیرایش معمولاً با استفاده از چکش، صدا را بررسی می‌کنند تا مشخص کنند آیا پنیر به حد پخت رسیده است یا خیر. پنیر پارمژان رِجیانو طعم تند و پیچیده‌ای از میوه و مغز با طعم قوی و لذیذ دارد و بافت آن کمی خشن است.

## ارزش غذایی
یک کیلوگرم پنیر پارمیجانو معادل ۲۰ لیتر شیر تازه گاو ارزش غذایی دارد و از نظر پروتئین، کلسیم، فسفر و ویتامین بسیار غنی بوده و در عین حال درصد چربی آن نسبتاً پایین است. به دلیل طولانی بودن دورهٔ رسیدن آن بسیار آسان‌گوار است و از طرف بسیاری از پزشکان کودک توصیه می‌شود، مقداری پارمزان رنده شده با غذای کودکان مخلوط گردد. پنیر پارمیجانو غنی‌ترین پنیر از نظر پروتئین و با کمترین درصد کلسترول است، نرسیده و جوان آن را می‌توان به عنوان دسر با انواع میوه‌ها یا همراه آجیل سرو کرد، رسیده رنده شده آن را نیز به عنوان چاشنی در بسیاری از غذاهای خارجی و ایرانی استفاده نمود.